# 繁那
繁那（ばんな、2004年1月28日 - ）は、日本の男性キックボクサー。京都府京都市伏見区出身。NJKFスーパーバンタム級王者。WBCムエタイ日本統一スーパーバンタム級3位。R.S-GYM所属。

## 来歴
2021年12月5日、ニュージャパンキックボクシング連盟京都大会「ワイルドウエスト」での柴田尚輝戦でプロデビューし、5度のダウンを奪い2RTKO勝利。
2022年3月13日、DEEP☆KICK59で侑毅と対戦し、2Rにダウンを奪い判定勝ち。
2022年5月8日、オールジャパンキックボクシングネットワーク「AJKN.1～始動～」に出場し、判定勝ち。
2022年7月24日、DEEP☆KICK ZERO 04で相良一志と対戦し、判定勝ち。
2022年9月25日、NJKF2022west 4thで西村昌真と対戦し、2度ダウンを奪い3RTKO勝ち。
2022年11月20日、ニュージャパンキックボクシング連盟京都大会「ワイルドウエスト2」で大澤匡弘と対戦し、飛び膝蹴りでダウンを奪い判定勝ちし、デビューから6連勝となった。
2023年2月12日、NJKF2023west 1stで真琴と対戦し、判定負け。キャリア初黒星となった。
2023年5月28日、NJKF2023west 3rdで庄司理玖斗と対戦し、判定勝ち。
2023年9月3日、NJKF2023west 4thで雄一と対戦し、判定勝ち。
2023年12月7日、ニュージャパンキックボクシング連盟京都大会「ワイルドウエスト3」で大岩竜世と対戦し、ヒジでカットし3RTKO勝ち。
2024年2月11日、NJKF2024west 1stでナウインター・SUNムエタイ（タイ）と対戦し、1Rにヒジでカットされるも3Rに膝蹴りでダウンを奪いKO勝ち。外国人選手に初勝利。
2024年4月7日、ニュージャパンキックボクシング連盟「CHALLENGER2024」で鈴木貫太と対戦し、ドロー。
2024年6月16日、NJKF2024west 3rdでキム・チャンヨン（韓国）と対戦し、ヒジで頭部をカットし、2RTKO勝利。
2024年8月9日、ONE FRIDAY FIGHTS 74でONEに初参戦し、センチャイ・ナーヨックウィットトゥンソン（タイ）と対戦。OFGムエタイ初挑戦で1RKO勝利。
2024年11月10日、ニュージャパンキックボクシング連盟「NJKF祭り」で藤井昴と対戦し、ドロー。
2025年1月17日、ONE FRIDAY FIGHTS 94でONEに二度目の参戦。アヤド・アルバドル（イラク）と対戦し、3度のダウンを奪われ判定負け。
2025年4月27日、ニュージャパンキックボクシング連盟「CHALLENGER 8」、NJKFスーパーバンタム級王者決定トーナメント一回戦で祖根亮麻と対戦し、膝蹴りで1RKO勝利。
2025年6月8日、ニュージャパンキックボクシング連盟「KING of CHALLENGER」、NJKFスーパーバンタム級王者決定トーナメント決勝戦で藤井昴と昨年11月以来の再戦となり、左のパンチで2度ダウンを奪い1RTKOで勝利。自身初の王者戴冠となった。。

## 戦績
| キックボクシング 戦績 | キックボクシング 戦績 | キックボクシング 戦績 | キックボクシング 戦績 | キックボクシング 戦績 | キックボクシング 戦績 | キックボクシング 戦績 |
| --------------------- | --------------------- | --------------------- | --------------------- | --------------------- | --------------------- | --------------------- |
| 18 試合               | (T)KO                 | 判定                  | その他                | 引き分け              | 無効試合              |                       |
| 14 勝                 | 8                     | 6                     | 0                     | 2                     | 0                     |                       |
| 2 敗                  | 0                     | 2                     | 0                     | 2                     | 0                     |                       |

| 勝敗 | 対戦相手                                 | 試合結果                                     | 大会名 | 開催年月日     |
| ○    | 藤井昴                                   | 1R 1:30 TKO（レフェリーストップ）            | ニュージャパンキックボクシング連盟「KING of CHALLENGER」 【NJKFスーパーバンタム級王者決定トーナメント決勝戦】 | 2025年6月8日   |
| ○    | 祖根亮麻                                 | 1R 1:55 KO（左膝蹴り）                       | ニュージャパンキックボクシング連盟「CHALLENGER 8」 【NJKFスーパーバンタム級王者決定トーナメント一回戦】       | 2025年4月27日  |
| ×    | アヤド・アルバドル                       | 3R終了 判定3-0                               | ONE Championship「ONE FRIDAY FIGHTS 94」                                                                      | 2025年1月17日  |
| △    | 藤井昴                                   | 3R終了 判定1-1                               | ニュージャパンキックボクシング連盟「NJKF祭り」                                                                | 2024年11月10日 |
| ○    | センチャイ・ナーヨックウィットトゥンソン | 1R 2:07 KO（パンチ連打）                     | ONE Championship 「ONE FRIDAY FIGHTS 74」                                                                     | 2024年8月9日   |
| ○    | キム・チャンヨン                         | 2R 1:16 TKO（ドクターストップ：頭部カット）  | ニュージャパンキックボクシング連盟 「NJKF2024west 3rd」                                                       | 2024年6月16日  |
| △    | 鈴木貫太                                 | 3R終了 判定0-1                               | ニュージャパンキックボクシング連盟 「CHALLENGER2024」                                                         | 2024年4月7日   |
| ○    | ナウインター・SUNムエタイ                | 3R 0:21TKO（レフェリーストップ）             | ニュージャパンキックボクシング連盟 「NJKF2024west 1st」                                                       | 2024年2月11日  |
| ○    | 大岩竜世                                 | 3R 2:13 TKO（ドクターストップ：額カット）    | ニュージャパンキックボクシング連盟 「ワイルドウエスト3」                                                      | 2023年12月7日  |
| ○    | 雄一                                     | 3R終了 判定0-3                               | ニュージャパンキックボクシング連盟 「NJKF2023west 4th」                                                       | 2023年9月3日   |
| ○    | 庄司理玖斗                               | 3R終了 判定3-0                               | ニュージャパンキックボクシング連盟 「NJKF2023west 3rd」                                                       | 2023年5月28日  |
| ×    | 真琴                                     | 3R終了 判定2-0                               | ニュージャパンキックボクシング連盟 「NJKF2023west 1st」                                                       | 2023年2月12日  |
| ○    | 大澤匡弘                                 | 3R終了 判定3-0                               | ニュージャパンキックボクシング連盟 「ワイルドウエスト2」                                                      | 2022年11月20日 |
| ○    | 西村昌真                                 | 3R 1:05 TKO（レフェリーストップ:パンチ連打） | ニュージャパンキックボクシング連盟 「NJKF2022west 4th」                                                       | 2022年9月25日  |
| ○    | 相良一志                                 | 3R終了 判定0-3                               | DEEP☆KICK 「DEEP☆KICK ZERO 04」                                                                               | 2022年7月24日  |
| ○    | 鍬田龍岐                                 | 3R終了 判定3-0                               | オールジャパンキックボクシングネットワーク 「AJKN.1～始動～」                                                 | 2022年5月8日   |
| ○    | 侑毅                                     | 3R終了 判定0-3                               | DEEP☆KICK 「DEEP☆KICK59」                                                                                     | 2022年3月13日  |
| ○    | 柴田尚輝                                 | 2R 2:40 TKO（レフェリーストップ）            | ニュージャパンキックボクシング連盟 「ワイルドウエスト」                                                       | 2021年12月5日  |

## 獲得タイトル
- NJKFスーパーバンタム級王座